# Hermanos de San Gabriel
Los Hermanos de la Instrucción Cristiana de San Gabriel (en latín: Institutum Fratrum Instructionis Christianæ a S. Gabriele), comúnmente llamados Hermanos de San Gabriel, forman una congregación laical masculina de derecho pontificio.
Solo una pequeña parte de los miembros de la congregación son sacerdotes.

## Historia

### Primera fase

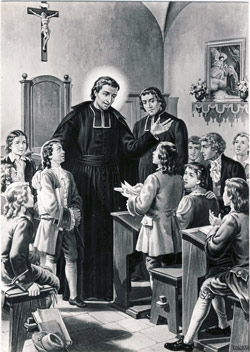
Luis María Grignion de Montfort, fundador de los Hermanos de San Gabriel, en compañía de uno de los primeros hermanos (imagen del).

Luis María Grignion de Montfort (1673-1716, canonizado por Pío XII como San Luis María de Montfort en 1947) fundó una congregación de monjas, las Hijas de la Sabiduría (cuya cofundadora es la beata Marie-Louise Trichet) y otra, de padres y hermanos, llamados indistintamente Compañía de María (Societas Mariae Montfortana) o Comunidad del Espíritu Santo. 
Los primeros hermanos son los cuatro que pronuncian sus votos en junio de 1715 para dedicarse a la educación y la instrucción de la juventud, conocidos primeramente como Hermanos del Espíritu Santo (Frères du Saint-Esprit). Padres, hermanos y monjas dependerán de un solo superior general que residirá en Saint-Laurent-sur-Sèvre (departamento de Vendée, Francia), donde falleció y fue enterrado el padre De Montfort.
El séptimo superior general fue Gabriel Deshayes (l´abbé Deshayes, 1767-1841, que fue cura párroco de Auray en Morbihan) y la casa principal del instituto en Saint-Laurent-sur-Sevre se llamará San Gabriel en su honor. Debido a esa circunstancia, pronto comenzarán a recibir el nombre de Hermanos de San Gabriel (nombre que reemplazará al original de Hermanos del Espíritu Santo), con el que serán reconocidos canónicamente por la Santa Sede en 1910.
El padre Deshayes estableció la autonomía de los hermanos dedicados a la enseñanza respecto a la Compañía de María y, además, su sucesor no será un sacerdote sino un hermano. El papel de los primeros tres superiores hermanos (el hermano Agustín en el período 1842-1852, el hermano Simeón en el período 1852-1862 y el hermano Eugenio-María en el período 1862-1883), resultará decisivo para la orientación futura de la institución.

### Segunda fase: 1842 hasta la actualidad
Desde el comienzo del gobierno del hermano Agustín en 1842 hasta el siglo XXI, la congregación ha vivido distintos períodos.

## Superiores Generales

### SigloXIX
Durante el siglo XIX, después de la muerte del P. Deshayes en diciembre de 1841, destacan cuatro hermanos:
- Hermano Agustín (período 1842-1852), es el primer hermano superior general.
- Hermano Simeón (período 1852-1862), fue maestro de novicios y asistente general antes de su mandato superior general.
- Hermano Eugenío-María (período 1862-1883), que falleció repentinamente a los 59 años, después de haber sido elegido cinco veces como superior.
- Hermano Huberto (período 1883-1898). En 1888, el año de la beatificación del Padre De Montfort, envió a los primeros hermanos a Canadá y dos años más tarde a Egipto.

### SigloXX
El siglo XX se divide en dos partes:
De 1898 a 1965, un período de expansión
- Hermano Martial (período 1898-1922), que coincide con la secularización de 1903 en Francia y la Primera Guerra Mundial. El instituto se extiende por una docena de países de Europa y Asia. En 1910 la Santa Sede aprobó las constituciones de los Hermanos de San Gabriel.
- Hermano Sebastián (período 1922-1935), que promueve la preparación intelectual de los hermanos, la expansión misionera y creó el segundo noviciado (un período de recuperación espiritual).
- Hermano Benoît-Marie (período 1935-1946), que vivió el fin de la misión en Abisinia, la muerte violenta de 49 hermanos durante la guerra civil española y otras situaciones difíciles creadas por la Segunda Guerra Mundial. Renunció el 7 de enero de 1946.
- Hermano Anastasio (período 1946-1953), abrió su mandato con la canonización de De Montfort en 1947. Creó cinco nuevas provincias.
- Hermano Gabriel-Marie (período 1953-1965), bajo cuyo mandato llegan a ser 1.800 los hermanos.

De 1965 hasta el año 2000, una revisión importante de la vida religiosa apostólica y gabrielista, de acuerdo con el Vaticano II
- Hermano Romain Landry (período 1965-1976), bajo cuyo mandato se desarrollaron las provincias de Asia.
- Hermano Jean Bulteau (período 1976-1988), que aprueba la Regla de vida.
- Hermano Jean Friant (período 1988-2000), que promueve una mayor expansión del instituto.

### SigloXXI
- Hermano René Delorme (período 2000-2012), que ejecuta las decisiones del 29 Capítulo General (renovación de la misión hacia los pobres, fomentar la participación de los laicos en la espiritualidad y la misión y, por último, darse a conocer en el campo de los medios de comunicación).
- Hermano John F. Kallarackal, elegido en 2012 decimocuarto superior general.

## Actividades y difusión
Se dedican a la educación de los jóvenes, de personas sordas y ciegas, así como al apostolado misionero en diferentes países:   
- Europa: Italia, Francia, España, Reino Unido, Bélgica y Polonia.
- América: Canadá, Brasil, Colombia, Perú y Haití.
- África: Camerún, República Centroafricana, República del Congo, República Democrática del Congo, Gabón, Guinea, Madagascar, Islas Mauricio, Ruanda, Senegal y Tanzania.
- Asia: India, Malasia, Filipinas, Singapur y Tailandia.
- Oceanía: Islas Fiyi, Papúa Nueva Guinea y Tonga.